# Suzuki RG 250 Gamma
Die Suzuki RG 250 Gamma ist ein Motorrad von Suzuki, das 1983 mit damals einzigartigem Doppelschleifenrahmen aus Aluminium-Vierkantrohren zum Bestseller in Japan wurde. Das Konzept des Doppelschleifenrahmens aus Aluminium-Vierkantrohren übernahm Suzuki für die RG 500 Gamma, die GSX-R 750 und die GSX-R 1100.

## Technik
Das Fahrzeug wird von einem wassergekühlten Reihen-Zweitaktmotor („Twin“) angetrieben. Der Motor verbraucht bleifreies Benzin und zusätzlich Zweitaktöl für die Getrenntschmierung. Der Tank fasst 17 Liter, davon 5,5 Liter als Reserve. Eine Kette überträgt die Antriebsenergie des Motors vom Sechsganggetriebes auf das Hinterrad. Die Zündung erfolgt über eine kontaktlose Hochspannungskondensatorzündanlage (CDI). Gestartet wird der Motor über einen Kickstarter. Ein elektrischer Anlasser ist nicht vorhanden.
Die Leistung des Kraftrades beträgt bei der ab 1984 Deutschland verkauften Version 33 kW (45 PS) bei einer Drehzahl von 8500/min. Das maximale Drehmoment von 37 Nm wurde bei 9000/min erreicht. Der Hubraum beträgt 247 cm³.
Durch den damals im Großserienbau neuen und revolutionären Aluminiumrahmen ergab sich ein Leergewicht um die 150 kg. Damit war die RG 250 Gamma seinerzeit eines der leichtesten Krafträder in seiner Leistungsklasse.
Für den deutschen Markt und die damaligen Versicherungsklassen gab es auch eine Version mit 20 kW (27 PS).

## Sonstiges
Aufgrund des hohen Neupreises von seinerzeit ca. 9000 DM  verkaufte sich die RG 250 Gamma nur schleppend. Zu diesem Preis wurden seinerzeit bereits Vierzylinder-Viertakt-Motorräder der 750-cm³-Klasse verkauft. Gegen diese „Big-Bikes“ konnte die eher schmalbrüstig wirkende Suzuki am Markt kaum bestehen.
Sie zählt daher heute zu den seltensten Motorrädern in Deutschland. Laut einer Auskunft des Kraftfahrbundesamtes (KBA) waren im Jahre 2004 nur noch 26 Exemplare in Deutschland zugelassen.